# NGC 4747
NGC 4747 (другие обозначения — UGC 8005, IRAS12492+2602, MCG 4-30-23, ARP 159, ZWG 129.28, KUG 1249+260, PGC 43586) — галактика в созвездии Волосы Вероники.
Этот объект входит в число перечисленных в оригинальной редакции «Нового общего каталога».
Образует взаимодействующую пару с галактикой NGC 4725.